# Lamont Barnes
Demonico Lamont Barnes (Lexington, Kentucky; 4 de septiembre de 1978) es un exjugador de baloncesto profesional de origen estadounidense y con pasaporte español que disputó 18 temporadas como profesional. Con una estatura de 2,08 metros, actuaba en la posición de pívot.

## Trayectoria
Barnes se formó com jugador en la Universidad de Temple, donde jugó durante cuatro temporadas con los Owls en la Atlantic 10 Conference de la División I de la NCAA. 
Comenzó a jugar profesionalmente en el Brok Czarni Slupsk de la Polska Liga Koszykówki en 2000, pero retornó rápidamente a su país para presentarse en el draft de la CBA. Fue elegido por los Grand Rapids Hoops. Jugó una temporada allí y luego continuó ligado al equipo en su transición hacia la International Basketball League.
Tras un breve paso por el BSN de Puerto Rico como miembro de los Maratonistas de Coamo, regresó a Europa. Actuó durante dos temporadas en la Legadue de Italia, la primera con el Virtus Ragusa y la segunda con el Rida Scafati. 
En 2003 participó de la pretemporada de los Philadelphia 76ers, pero fue desvinculado del equipo antes de que comenzara oficialmente la competición de la NBA. En consecuencia regresó a la CBA para jugar con los Yakima Sun Kings.
Luego de actuar en Francia y Puerto Rico, Barnes fue contratado por el CB León de la Liga LEB de España. Allí permaneció los siguientes dos años (en el medio hubo también una incorporación fallida a los Brujos de Guayama del BSN).
Dejó España en 2006 para competir en la máxima categoría del baloncesto profesional de Bulgaria y los Países Bajos, haciendo su regreso a fines de marzo de 2007 al país, fichado por el Alta Gestión Fuenlabrada como sustituto de Virginijus Praskevicius. Aquel sería su debut en la Liga ACB, competición que disputaría hasta 2013 jugando para el Grupo Begar León, el CB Murcia, el Blancos de Rueda Valladolid, el CB Lucentum Alicante y el CB Estudiantes. 
En 2013 fue fichado por Boca Juniors de la Liga Nacional de Básquet de Argentina para sustituir temporalmente al lesionado Robert Battle. Finalizada esa experiencia, permaneció en Sudamérica, jugando primero para los Guaiqueríes de Margarita de Venezuela y luego para el Goes de Uruguay.
En julio de 2015 completó un nuevo retorno a España, esta vez contratado por el Quesos Cerrato Palencia de  la Liga LEB Oro. Jugó dos temporadas allí, actuando siempre como titular. 
En julio de 2017 se anunció que Barnes dejaría a los palencianos para jugar en el CEP Lorient de la NM1 de Francia, pero finalmente ese fichaje se frustró, por lo que el pívot volvió al Chocolates Trapa Palencia para disputar otra temporada más de la Liga LEB. De todos modos culminó la temporada 2017-18 con la camiseta del Carramimbre CBC Valladolid, club al que se uniría en febrero de 2018.